# Columbia

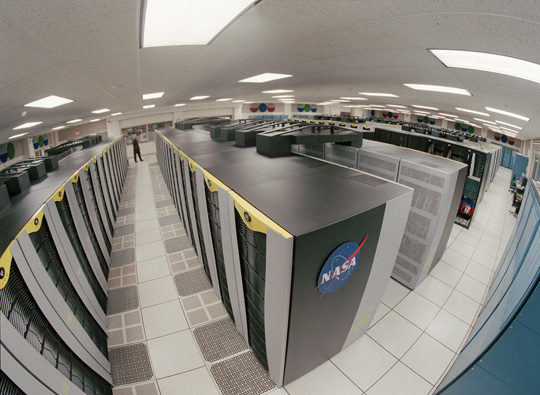
Columbia

Columbia（コロンビア）は、NASAエイムズ研究センターのためにシリコングラフィックス社が構築したスーパーコンピュータ。2004年に納入された。
2006年11月現在、Columbiaは 51.87TFLOPS で世界第8位の性能を誇る。Columbiaの名はコロンビア号空中分解事故を起こしたスペースシャトル・コロンビアから採られている。20台の SGI Altix 3000 をクラスター結合したもので、各ノードは 512個のインテルItanium2マイクロプロセッサから構成されているため、全体では 10,240プロセッサを有する。メモリは20TB（テラバイト）、ディスクは440TB、補助記憶装置は10PB（ペタバイト）を備えている。
SGI Altix が選択されたのは、NASAがそれ以前に構築したKalpanaで印象が良かったためである。Kalpana は 512プロセッサの Altix 3000 を使用しており、後に Columbia の第一ノードに Kalpana を使用している。
ノード間接続にはインフィニバンドの288ポートのスイッチを使用しており、転送速度は最大 10Gビット/秒である。他にも10Gビットのイーサネットや複数の1Gビットのイーサネットも使用している。